# 灼眼のシャナ (アニメ)
『灼眼のシャナ』（しゃくがんのシャナ）は、高橋弥七郎による同名の小説を原作とした日本のアニメーション作品。

## 概要
第1期『灼眼のシャナ』
2005年10月から2006年3月までUHFアニメ形態（後述と併せて参照）で全24話放送されたテレビアニメ。後に全8巻のDVDソフトとして発売された。また、テレビ放送とほぼ同時期からインターネットによるストリーミング配信も行われた。小説原作のアニメに対して2クール放送が行われるのは当時としては珍しかった。
OVA『灼眼のシャナ SP「恋と温泉の校外学習！」』
第1期の製作陣「『灼眼のシャナ』製作委員会」製作のOVA。白根秀樹脚本によるオリジナルストーリー。2006年12月8日にDVDで発売。
映画『劇場版 灼眼のシャナ』
後述の劇場版を参照。
第2期『灼眼のシャナII(Second)』
毎日放送製作・TBS系列東名阪各局で2007年10月から2008年3月まで全24話が放送されたテレビアニメ。
2007年6月3日に開催されたイベント『RONDO ROBE 2007』にて、第2期テレビアニメの大まかな概要が初めて発表され、同年10月1日には公式サイトが放送開始に先立ってリニューアルされた。
OVA『灼眼のシャナS』
全4巻。本編ではないが4巻共通してシャナが登場する外伝のアニメ化である。最終巻のラストシーンにおいて第3期の一部分が収録されている。
2009年6月10日、『電撃文庫MAGAZINE』2009年7月号にてアニメに関する新展開が告知された。その後、同年10月23日にOVA『灼眼のシャナS』が発売されることが発表された、
第3期『灼眼のシャナIII-FINAL-』
2011年10月から2012年3月まで放送された。また、今期から主題歌制作が、ジェネオン・ユニバーサルからワーナー・ホーム・ビデオ（ワーナー エンターテイメント ジャパン）に変更された。

## スタッフ
|                                   | 第1期                        | 第2期                                  | OVA                                             | 第3期                        |
| --------------------------------- | ---------------------------- | -------------------------------------- | ----------------------------------------------- | ---------------------------- |
| 原作                              | 高橋弥七郎                   | 高橋弥七郎                             | 高橋弥七郎                                      | 高橋弥七郎                   |
| 原作イラスト                      | いとうのいぢ                 | いとうのいぢ                           | いとうのいぢ                                    | いとうのいぢ                 |
| 監督                              | 渡部高志                     | 渡部高志                               | 渡部高志                                        | 渡部高志                     |
| シリーズ構成                      | 小林靖子                     | 小林靖子                               | 小林靖子                                        | 小林靖子                     |
| キャラクターデザイン              | 大塚舞                       | 大塚舞                                 | 大塚舞                                          | 大塚舞                       |
| プロップデザイン                  | N/A                          | N/A                                    | N/A                                             | 高瀬健一、亀谷響子           |
| クリーチャーデザイン              | N/A                          | N/A                                    | N/A                                             | 石垣純哉                     |
| 美術監督                          | 奥井伸                       | 廣瀬義憲                               | 廣瀬義憲（第1話・第2話） 桑原悟（第3話・第4話） | 黒田友範                     |
| 色彩設定                          | 伊藤由紀子                   | 伊藤由紀子                             | 伊藤由紀子                                      | 伊藤由紀子                   |
| 撮影監督                          | 福世晋吾                     | 福世晋吾                               | 福世晋吾                                        | 中西智一                     |
| 編集                              | 西山茂                       | 西山茂                                 | 西山茂                                          | 西山茂                       |
| 音響監督                          | 明田川仁                     | 明田川仁                               | 明田川仁                                        | 明田川仁                     |
| 音楽                              | 大谷幸                       | 大谷幸                                 | 大谷幸                                          | 大谷幸                       |
| 音楽プロデューサー                | 関戸雄一                     | N/A                                    | N/A                                             | N/A                          |
| 音楽制作                          | ジェネオンエンタテインメント | ジェネオンエンタテインメント           | N/A                                             | N/A                          |
| プロデュース                      | 川瀬浩平、松倉友二           | 川瀬浩平、松倉友二                     | 川瀬浩平、松倉友二                              | 川瀬浩平、松倉友二           |
| プロデュース                      | N/A                          | 小山直子                               | 小山直子                                        | 小山直子                     |
| プロデュース                      | N/A                          | N/A                                    | N/A                                             | 上田耕行                     |
| プロデューサー                    | 三木一馬、中山信宏           | 三木一馬、中山信宏                     | 三木一馬、中山信宏                              | 三木一馬、中山信宏           |
| プロデューサー                    | 伊平崇耶                     | 伊平崇耶                               | 細川修（第1話） 日高功（第2話 - 第4話）         | 服部健太郎 日高功            |
| プロデューサー                    | N/A                          | 丸山博雄                               | 細川修（第1話） 日高功（第2話 - 第4話）         | 服部健太郎 日高功            |
| アニメーション 制作プロデューサー | N/A                          | 田部谷昌宏                             | 田部谷昌宏                                      | 大橋正夫                     |
| アニメーション制作                | J.C.STAFF                    | J.C.STAFF                              | J.C.STAFF                                       | J.C.STAFF                    |
| 製作                              | 『灼眼のシャナ』 製作委員会  | 『灼眼のシャナII』 製作委員会 毎日放送 | 『灼眼のシャナS』 製作委員会                    | 『灼眼のシャナF』 製作委員会 |

## 主題歌
第1期
オープニングテーマ
「緋色の空」（第1話 - 第16話）
作詞・歌 - 川田まみ／作曲 - 中沢伴行／編曲 - 中沢伴行、尾崎武士
「being」（第17話 - 第24話）
作詞・作曲・歌 - KOTOKO／編曲 - 高瀬一矢
エンディングテーマ
「夜明け生まれ来る少女」（第1話 - 第14話）
作詞・歌 - 高橋洋子／作曲・編曲 - 大森俊之
「紅の静寂」（第15話 - 第23話）
作詞・歌 - 石田燿子／作曲・編曲 - 村上正芳
挿入歌「緋色の空」（第24話）

OVA（特別編）
第1期の前半主題歌と同じ。
オープニングテーマ「緋色の空」
作詞・歌 - 川田まみ／作曲 - 中沢伴行／編曲 - 中沢伴行、尾崎武士
エンディングテーマ「夜明け生まれ来る少女」
作詞・歌 - 高橋洋子／作曲・編曲 - 大森俊之

第2期
※アニメ放送開始前のプロモーション映像では、第1期のオープニングテーマ「緋色の空」がBGMとして使われていた。
オープニングテーマ
「JOINT」（第1話 - 第15話）
作詞・歌 - 川田まみ／作曲 - 中沢伴行／編曲 - 中沢伴行、尾崎武士
「BLAZE」（第16話 - 第24話）
作詞・歌 - KOTOKO／作曲・編曲 - 高瀬一矢
エンディングテーマ
「triangle」（第1話 - 第15話）
作詞・歌 - 川田まみ／作曲・編曲 - 高瀬一矢
「Sociometry」（第16話 - 第23話）
作詞・歌 - KOTOKO／作曲・編曲 - C.G mix
「sense」（第24話）
作詞・歌 - 川田まみ／作曲 - 中沢伴行／編曲 - 中沢伴行、尾崎武士
挿入歌「JOINT」（第21話）

OVA『灼眼のシャナS』
オープニングテーマ「Prophecy」
作詞・歌 - 川田まみ／作曲・編曲 - 中沢伴行、尾崎武士
エンディングテーマ「All in good time」
作詞・歌 - 川田まみ／作曲・編曲 - 中沢伴行、尾崎武士
挿入歌「portamento」（第4話）
作詞・歌 - 川田まみ／作曲 - 中沢伴行／編曲 - 中沢伴行、尾崎武士
第3期
オープニングテーマ
「Light My Fire」（第1話 - 第12話）
作詞・作曲・編曲 - ryo（supercell）／歌 - KOTOKO
「Serment」（第14話、第16話 - 第22話）
作詞・歌 - 川田まみ／作曲 - 中沢伴行／編曲 - 中沢伴行、尾崎武士
第13・15・23・24話はOPがないため未使用。
エンディングテーマ
「I'll believe」（第1話 - 第13話）
作詞 - 黒崎真音／Rap詞 - motsu／作曲・編曲 - 八木沼悟志／歌 - ALTIMA
「ONE」（第14話、第16話 - 第23話）
作詞 - 黒崎真音／Rap詞 - motsu／作曲・編曲 - 八木沼悟志／歌 - ALTIMA
「光芒」（第24話）
作詞・歌 - 川田まみ／作曲・編曲 - 尾崎武士、中沢伴行
挿入歌
「u/n」（第15話）
作詞・歌 - 川田まみ／作曲・編曲 - 尾崎武士、中沢伴行
実際にはED曲扱い。
「赤い涙」（第19話）
作詞・歌 - 川田まみ／作曲・編曲 - 中沢伴行
「緋色の空」(第24話)

## 評価
「第28回アニメグランプリ」では女性キャラクター部門でシャナが14位を獲得している。第29回アニメグランプリでは女性キャラクター部門でシャナが20位を獲得している。「第30回アニメグランプリ」ではグランプリ部門で10位、女性キャラクター部門でシャナが4位を獲得している。
「2006年度読者が選ぶアニメキャラ大賞」ではシャナが2部門でトップ10入り（「強かったDE賞」9位、「かわいかったDE賞」9位）している。「2007年度読者が選ぶアニメキャラ大賞」ではシャナが3部門でトップ10入り（「強かったDE賞」9位、「かわいかったDE賞」6位、「ワガママだったDE賞」8位）している。アニメディア創刊記念号特別企画「読者が選ぶ歴代人気作品BEST27！」（2008年）では歴代人気アニメで14位、男性キャラクター部門で坂井悠二が20位、女性キャラクター部門でシャナが8位、その他キャラ部門でアラストールが10位をそれぞれ獲得している。
第1期第1巻DVDの初週推定売上は9,090枚を記録している。劇場版『灼眼のシャナ』DVDの初週推定売上は9,801枚を記録している。

## 各話リスト
| 話数                            | サブタイトル               | 脚本                  | 絵コンテ                         | 演出                       | 作画監督                                                                                                  | 総作画監督            | 放送日                | 原作                  |
| 第1期『灼眼のシャナ』           | 第1期『灼眼のシャナ』      | 第1期『灼眼のシャナ』 | 第1期『灼眼のシャナ』            | 第1期『灼眼のシャナ』      | 第1期『灼眼のシャナ』                                                                                     | 第1期『灼眼のシャナ』 | 第1期『灼眼のシャナ』 | 第1期『灼眼のシャナ』 |
| ------------------------------- | -------------------------- | --------------------- | -------------------------------- | -------------------------- | --- | --------------------- | --------------------- | --------------------- |
| 1                               | 全ての終わり、一つの始まり | 小林靖子              | 渡部高志                         | 秋田谷典昭 上田繁          | 宮田奈保美                                                                                                | 大塚舞                | 2005年 10月5日        | I巻                   |
| 2                               | 灯る炎                     | 小林靖子              | 渡部高志                         | 杉原由紀                   | 栗井重紀                                                                                                  | 大塚舞                | 10月12日              | I・II巻               |
| 3                               | トーチとフレイムヘイズ     | 小林靖子              | 渡部高志                         | 上田繁                     | 河野真貴、谷川政輝 川上鴨彦、大塚舞                                                                       | 藤井昌宏              | 10月19日              | I・II巻               |
| 4                               | 惑いのフレイムヘイズ       | 小林靖子              | 中村守                           | 立仙裕俊                   | 三井寿 | 大塚舞                | 10月26日              | I・II巻               |
| 5                               | それぞれの想い             | 佐藤勝一              | 福田道生                         | 清水一伸                   | 岡野幸男、井本由紀 冷水由紀絵                                                                             | 藤井昌宏              | 11月2日               | I・II巻               |
| 6                               | 交錯・発動・対決           | 白根秀樹              | 渡部高志                         | 高島大輔                   | 宮田奈保美、尾崎正幸 冷水由紀絵、井本由紀                                                                 | 大塚舞                | 11月9日               | I・II巻               |
| 7                               | 二人のフレイムヘイズ       | 小林靖子              | 池端隆史                         | 上田繁                     | 谷川政輝、小川浩司 冷水由紀絵、井本由紀                                                                   | 藤井昌宏              | 11月16日              | I・II巻               |
| 8                               | 麗しのゴブレット           | 小林靖子              | 川口敬一郎                       | 秋田谷典昭                 | 川上暢彦、新井伸浩 川島勝、尾崎正幸                                                                       | 大塚舞                | 11月23日              | I・II巻               |
| 9                               | 恋と欲望のプールサイド     | 白根秀樹              | 池端隆史                         | 高田耕一                   | 杉本功、金子ひらく 小川浩司                                                                               | 藤井昌宏              | 11月30日              | オリジナル            |
| 10                              | 絡まる想い                 | 小林靖子              | 葛谷直行                         | 立仙裕俊                   | 三井寿 | 大塚舞                | 12月7日               | II巻                  |
| 11                              | 悠二とシャナとキス         | 佐藤勝一              | 福田道生                         | 雄谷将仁                   | 井本由紀、冷水由紀絵                                                                                      | 藤井昌宏              | 12月14日              | III・IV巻             |
| 12                              | ゆりかごに花は咲いて       | 白根秀樹              | 中村守                           | 山名隆史                   | 宮田奈保美、尾崎正幸                                                                                      | 大塚舞                | 12月21日              | III・IV巻             |
| 13                              | 校舎裏の宣戦布告           | 白根秀樹              | 米たにヨシトモ                   | 上田繁                     | 谷川政輝、川島勝 新井伸浩                                                                                 | 藤井昌宏              | 2006年 1月4日         | III・IV巻             |
| 14                              | 偉大なる者                 | 佐藤勝一              | 渡部高志                         | 高島大輔                   | 杉本功、川上暢彦 住本悦子                                                                                 | 大塚舞                | 1月11日               | V巻                   |
| 15                              | 炎の生まれた日             | 佐藤勝一              | 中村憲由                         | 石川敏浩                   | 中島美子、武本大介 中野彰子、Kim Dae Hoon                                                                 | 藤井昌宏 大塚舞       | 1月18日               | V巻                   |
| 16                              | 炎髪灼眼の討ち手           | 佐藤勝一              | 橘秀樹                           | 池端隆史                   | 井本由紀、冷水由紀絵                                                                                      | 大塚舞                | 1月25日               | V巻                   |
| 17                              | 新たなる序章               | 小林靖子              | 池端隆史                         | 池端隆史                   | 住本悦子、宮田奈保美 小川浩司                                                                             | 藤井昌宏              | 2月1日                | VI・VII巻             |
| 18                              | 砕ける願い                 | 小林靖子              | 福田道生                         | 秋田谷典昭                 | 川島勝、新井伸浩                                                                                          | 大塚舞                | 2月8日                | VI・VII巻             |
| 19                              | 戦いの中で                 | 小林靖子              | 渡部高志                         | 上田繁                     | 川上暢彦、谷川政輝 宮田奈保美、新井伸浩                                                                   | 藤井昌宏              | 2月15日               | VI・VII巻             |
| 20                              | 非情のヴィルヘルミナ       | 白根秀樹              | 渡部高志                         | 高島大輔                   | 井本由紀、冷水由紀絵                                                                                      | 大塚舞                | 2月22日               | VIII・IX巻の一部      |
| 21                              | 遠ざかる想い               | 小林靖子              | 渡部高志                         | 上田繁                     | 川島勝、新井伸浩 中島美子、武本大介 中野彰子                                                              | 藤井昌宏              | 3月1日                | VIII・IX巻の一部      |
| 22                              | 揺らぐ炎                   | 小林靖子              | 中村守                           | 高島大輔                   | 宮田奈保美、住本悦子                                                                                      | 大塚舞                | 3月8日                | オリジナル            |
| 23                              | 星黎殿の戦い               | 小林靖子              | 渡部高志                         | 上田繁                     | 新井伸浩、川島勝 尾崎正幸                                                                                 | 藤井昌宏              | 3月15日               | オリジナル            |
| 24                              | 紅蓮の想い                 | 小林靖子              | 渡部高志                         | 上田繁 池端隆史            | 井本由紀、冷水由紀絵 杉本功、川上暢彦 新井伸浩、川島勝 藤井昌宏                                           | 大塚舞                | 3月22日               | オリジナル            |
| SP （OVA）                      | 恋と温泉の校外学習!        | 白根秀樹              | 池端隆史                         | 池端隆史                   | 住本悦子、川上暢彦                                                                                        | 大塚舞                | 未放送                | オリジナル            |
| 第2期『灼眼のシャナII(Second)』 |                            |                       |                                  |                            | |                       |                       |                       |
| 1                               | 再びの刻                   | 小林靖子              | 渡部高志                         | 高島大輔                   | 都築祐佳子、大塚舞                                                                                        | 大塚舞                | 2007年 10月4日        | ゲーム                |
| 2                               | 全ての序章                 | 小林靖子              | 渡部高志                         | 上田繁                     | 井本由紀、鷲田敏弥                                                                                        | 大塚舞                | 10月11日              | ゲーム                |
| 3                               | 疑惑の転校生               | 小林靖子              | 渡部高志                         | 上田繁 高島大輔            | 尾崎正幸、中山由美 宮田奈保美                                                                             | 大塚舞                | 10月18日              | オリジナル            |
| 4                               | 憂いの少女たち             | 犬飼和彦              | 高田耕一                         | 三家本泰美                 | 宇都木勇、小宮山由美子                                                                                    | 大塚舞                | 10月25日              | オリジナル            |
| 5                               | 家族の食卓                 | 白根秀樹              | 丸山由太                         | 丸山由太                   | 井本由紀、加藤万由子                                                                                      | 大塚舞                | 11月1日               | オリジナル            |
| 6                               | 試練の前夜                 | 水上清資              | 福田道生                         | 岸川寛良                   | 三木俊明                                                                                                  | 藤井昌宏              | 11月8日               | オリジナル            |
| 7                               | 池速人、栄光の日           | 白根秀樹              | 渡部高志                         | 大関雅幸                   | 河井淳 | 大塚舞                | 11月15日              | オリジナル            |
| 8                               | 過去への扉                 | 犬飼和彦              | 渡部高志                         | 高島大輔                   | 滝山真哲、中山由美                                                                                        | 藤井昌宏              | 11月22日              | XI巻・S巻             |
| 9                               | 哀しみのマイルストーン     | 水上清資              | 渡部高志                         | 上田繁                     | 井本由紀、新井伸浩 鷲田敏弥                                                                               | 大塚舞                | 11月29日              | XI巻・S巻             |
| 10                              | 帰ってきた男               | 小林靖子              | 藤原良二                         | 石川敏浩                   | 宇都木勇、竹内啓                                                                                          | 藤井昌宏              | 12月6日               | IX巻・XI巻            |
| 11                              | 約束の二人                 | 水上清資              | 岸川寛良                         | 岸川寛良                   | 梶浦伸一郎、金紀杜                                                                                        | 大塚舞                | 12月13日              | XI巻                  |
| 12                              | 清秋祭始まる               | 犬飼和彦              | 福田道生                         | 丸山由太                   | 尾崎正幸、加藤万由子                                                                                      | 藤井昌宏              | 12月20日              | XI巻                  |
| 13                              | 収束、そして兆し           | 小林靖子              | 渡部高志                         | 高島大輔                   | 井本由紀、新井伸浩 小宮山由美子                                                                           | 大塚舞                | 2008年 1月10日        | XII巻                 |
| 14                              | 永遠の恋人                 | 水上清資              | 二瓶勇一                         | 大関雅幸                   | 河井淳、岡野幸男                                                                                          | 藤井昌宏              | 1月17日               | XII巻                 |
| 15                              | 覚醒                       | 犬飼和彦              | 渡部高志                         | 上田繁                     | 神谷智大、鷲田敏弥 矢向宏志、太田雅三 加藤万由子、Seo lung-Duk                                            | 大塚舞                | 1月24日               | XIII巻                |
| 16                              | つきせぬ想い               | 犬飼和彦              | 池端隆史 鈴木行                  | 池端隆史 春光旭            | 井本由紀、三浦洋祐 石川慎亮、尾崎正幸                                                                     | 大塚舞 井本由紀       | 1月31日               | XIII巻                |
| 17                              | それぞれの道               | 水上清資              | 岸川寛良                         | 岸川寛良                   | 飯飼一幸、後藤孝宏 金紀杜                                                                                 | 藤井昌宏              | 2月7日                | XIV巻                 |
| 18                              | 錯綜の悠二                 | 小林靖子              | 渡部高志                         | 神保昌登                   | 新井伸浩、佐野隆雄                                                                                        | 大塚舞                | 2月14日               | XIV巻                 |
| 19                              | 言えなかったこと           | 白根秀樹              | 渡部高志                         | 丸山由太                   | 小宮山由美子 加藤万由子、梶谷光春                                                                         | 藤井昌宏              | 2月21日               | XIV巻                 |
| 20                              | 茜色の死闘                 | 犬飼和彦              | 米たにヨシトモ                   | 池端隆史                   | 井本由紀、川上鴨彦                                                                                        | 大塚舞                | 2月28日               | XIV巻                 |
| 21                              | 合わさる力                 | 水上清資              | 米たにヨシトモ                   | 高島大輔                   | 吉田隆彦、石川慎亮 鷲田敏弥                                                                               | 藤井昌宏              | 3月6日                | XIV巻                 |
| 22                              | クリスマス・イヴ           | 白根秀樹              | 福田道生                         | 大関雅幸                   | 河井淳、清水勝祐                                                                                          | 大塚舞                | 3月13日               | XIV巻                 |
| 23                              | 危難の胎動                 | 小林靖子              | 渡部高志                         | 神保昌登 橋本敏一          | 梶谷光春、尾崎正幸 川上鴨彦、吉田隆彦 加藤万由子、のりみそのみ                                            | 藤井昌宏              | 3月20日               | オリジナル            |
| 24                              | 守るべきもの               | 小林靖子              | 渡部高志                         | 長井龍雪 高島大輔 池端隆史 | 大塚舞、都築祐佳子 井本由紀、神谷智大 新井伸浩、梶谷光春 冷水由紀絵、杉本功 のりみそのみ、橘秀樹 藤井昌宏 | 大塚舞                | 3月27日               | オリジナル            |
| OVA『灼眼のシャナS』            |                            |                       |                                  |                            | |                       |                       |                       |
| 1                               | リシャッフル               | 白根秀樹              | 渡部高志                         | 神保昌登                   | 井本由紀、赤尾良太郎 のりみそのみ                                                                         | 大塚舞                | 2009年 10月23日       | 紅蓮（ぐれん）        |
| 2                               | ドミサイル                 | 白根秀樹              | 渡部高志                         | 神保昌登                   | 千葉崇洋、沼田誠也                                                                                        | 大塚舞                | 2010年 2月26日        | SII巻                 |
| 3                               | オーバーチュア 前編        | 小林靖子              | 渡部高志                         | 神保昌登                   | 井嶋けい子、早川加寿子 加藤万由子、さのえり 小川浩司、大塚舞                                              | 大塚舞                | 6月25日               | 0巻                   |
| 4                               | オーバーチュア 後編        | 小林靖子              | 渡部高志                         | 神保昌登                   | 長谷川亨雄、出野喜則 野田めぐみ、大島美和 高原修司、石之博和 のりみそのみ                                 | 大塚舞                | 9月29日               | 0巻                   |
| 第3期『灼眼のシャナIII-FINAL-』 |                            |                       |                                  |                            | |                       |                       |                       |
| 1                               | 失われた存在               | 小林靖子              | 渡部高志                         | 池端隆史                   | 亀谷響子、井本由紀                                                                                        | 大塚舞                | 2011年 10月7日        | XVI巻                 |
| 2                               | 来たるべきもの             | 水上清資              | 田中雄一                         | 神保昌登                   | 柴田志郎、小松原聖                                                                                        | 大塚舞                | 10月14日              | XVI巻                 |
| 3                               | 旅立つために               | 砂山蔵澄              | 堀之内元                         | 飛田剛                     | 服部憲知、阿部弘樹                                                                                        | 井本由紀              | 10月21日              | XVI巻                 |
| 4                               | 再会と、邂逅と             | ヤスカワショウゴ      | 渡部高志                         | 湖山禎崇                   | 菅井翔、細越裕治                                                                                          | 大塚舞                | 10月28日              | XVI巻                 |
| 5                               | 囚われのフレイムヘイズ     | 白根秀樹              | 鈴木洋平                         | 鈴木洋平                   | 伊藤香織、上田みねこ 高澤美佳                                                                             | 井本由紀              | 11月4日               | XVII巻                |
| 6                               | 掌のなかに                 | ヤスカワショウゴ      | 池端隆史 鈴木洋平 渡部高志       | 池端隆史                   | 亀谷響子、石井ゆみこ                                                                                      | 大塚舞                | 11月11日              | XVII巻                |
| 7                               | 神門                       | 白根秀樹              | 米たにヨシトモ                   | 小野田雄亮                 | 関口雅浩                                                                                                  | 井本由紀              | 11月18日              | XVII巻                |
| 8                               | 開戦                       | 砂山蔵澄              | 米たにヨシトモ                   | 神保昌登                   | 小松原聖、柴田志郎                                                                                        | 大塚舞                | 11月25日              | XVII巻                |
| 9                               | 星黎殿へ                   | 小林靖子              | 堀之内元 渡部高志                | 橋本敏一                   | 津幡佳明、佐野隆雄 菅井翔、西村広 木下ゆうき                                                              | 井本由紀              | 12月2日               | XVIII巻               |
| 10                              | 交差点                     | 小林靖子              | 室井康雄                         | 飛田剛                     | 服部憲知、阿部弘樹                                                                                        | 大塚舞                | 12月9日               | XVIII巻               |
| 11                              | 聞こえる、想い             | ヤスカワショウゴ      | 十文字糾                         | 筆木筆子                   | 細越裕治、徳田賢朗                                                                                        | 井本由紀              | 12月16日              | XIX巻                 |
| 12                              | 誓いの言葉                 | 白根秀樹              | 米たにヨシトモ                   | 石田暢                     | 亀谷響子、小松原聖 伊藤香織                                                                               | 大塚舞                | 12月23日              | XIX巻                 |
| 13                              | 狭間へと、狭間から         | 砂山蔵澄              | 福田道生 渡部高志                | 池端隆史                   | 石井ゆみこ、本村晃一 宮川智恵子、菅井翔 赤尾良太郎、大木良一 井本由紀                                     | 井本由紀              | 2012年 1月6日         | XIX巻                 |
| 14                              | 大命宣布                   | 水上清資              | 渡部高志 米たにヨシトモ 堀之内元 | 小野田雄亮                 | 関口雅浩、服部憲知                                                                                        | 井本由紀              | 1月13日               | XX巻                  |
| 15                              | 雨中の敗走                 | 水上清資              | 鈴木洋平                         | 鈴木洋平                   | 小松原聖、錦見楽 津幡佳明、下川寿士                                                                       | 井本由紀              | 1月20日               | XX巻                  |
| 16                              | 再び、戦いへ               | 小林靖子              | 橋本敏一 米たにヨシトモ 鈴木洋平 | 橋本敏一                   | 柴田志朗、上田みねこ 小松原聖                                                                             | 大塚舞                | 1月27日               | XXI巻                 |
| 17                              | 誰が為に                   | 白根秀樹              | 高田耕一 渡部高志                | 平田豊                     | 佐々木睦美                                                                                                | 井本由紀              | 2月3日                | XXI巻                 |
| 18                              | 闘争の渦                   | ヤスカワショウゴ      | 二瓶勇一 米たにヨシトモ          | 神保昌登                   | 亀谷響子、伊藤香織 松井誠                                                                                 | 大塚舞                | 2月10日               | XXI巻                 |
| 19                              | 彩飄が呼ぶもの             | 砂山蔵澄              | 福田道生                         | 筆木筆子                   | 佐藤浩一、細越裕治                                                                                        | 井本由紀              | 2月17日               | XXI・XXII巻           |
| 20                              | 世界の卵                   | ヤスカワショウゴ      | 西田正義                         | 山口頼房                   | 野田めぐみ、山吉一幸 斉藤良成、高橋賢 竹森由加、出野喜則 草刈大介、宇佐美皓一                             | 大塚舞                | 2月24日               | XXII巻                |
| 21                              | 一つの理                   | 白根秀樹              | 渡部高志 堀之内元                | 橋本敏一                   | 津幡佳明、本村晃一 下川寿士                                                                               | 井本由紀              | 3月2日                | XXII巻                |
| 22                              | 異邦人の夢                 | 砂山蔵澄              | 米たにヨシトモ                   | 神保昌登                   | 小松原聖、亀谷響子 錦見楽                                                                                 | 大塚舞                | 3月9日                | XXII巻                |
| 23                              | 神の夢                     | 小林靖子              | 鈴木洋平                         | 鈴木洋平                   | 佐々木睦美、伊藤香織 服部憲知、菅井翔 西村広、井本由紀                                                    | 井本由紀              | 3月16日               | XXII巻                |
| 24                              | 涯てより開く               | 小林靖子              | 渡部高志                         | 湖山禎崇 筆木筆子          | 小松原聖、佐藤浩一 津幡佳明、亀谷響子 大塚舞                                                              | 大塚舞                | 3月23日               | XXII巻                |

## 放送形態
2005年（1期）
地上波放送は、UHFアニメ形態での放送（以下参照）。
2007年（2期）
MBSが第2期の製作に参加する事が決定したことに伴い、放送局がTBS系列に統一された。このように、UHFアニメの続編がキー局系列深夜アニメに変更される事例は初めて（その逆の例は過去に幾つか見られた）。
第20話から、次番組『マクロスF』の放送予告のため、次回予告の時間が縮小されていた。TVシリーズとしては3期からは地上デジタル放送となるため、地上アナログ放送としては最後となる。
2010年（1・2期連続放送）
2010年10月よりテレビシリーズ3期の放送を見据えて、第1・2期の放送及びインターネット配信を実施。
放送局は再放送のMBS、TOKYO MX（1期は都内地上波初放送）で、ネット配信はニコニコチャンネル（公開後1週間は無料）。
2011年（3期）
近畿・中京圏は引き続きMBS・CBCでの放送であるが、MBSは製作には非関与であり、関東圏は再び南関東独立局ネットに変更されている（テレ玉を除く）。なお、当シリーズ初となるBS局・BS11でもネット。

### 放送局
| 放送地域   | 放送局             | 放送期間                       | 放送日時           | 放送系列       | 備考                      |
| 第1期      | 第1期              | 第1期                          | 第1期              | 第1期          | 第1期                     |
| ---------- | ------------------ | ------------------------------ | ------------------ | -------------- | ------------------------- |
| 神奈川県   | tvk                | 2005年10月5日 - 2006年3月22日  | 水曜 24:45 - 25:15 | 独立UHF局      |                           |
| 埼玉県     | テレ玉             | 2005年10月5日 - 2006年3月22日  | 水曜 25:30 - 26:00 | 独立UHF局      |                           |
| 千葉県     | チバテレビ         | 2005年10月5日 - 2006年3月22日  | 水曜 26:00 - 26:30 | 独立UHF局      |                           |
| 近畿広域圏 | 毎日放送           | 2005年10月8日 - 2006年3月25日  | 土曜 27:25 - 27:55 | TBS系列        | 2010年に再放送あり        |
| 愛知県     | テレビ愛知         | 2005年10月10日 - 2006年3月27日 | 月曜 27:58 - 28:28 | テレビ東京系列 |                           |
| 日本全域   | BIGLOBEストリーム  | 2005年10月11日 - 2006年3月27日 | 月曜 更新          | ネット配信     | 1週間限定無料配信         |
| 日本全域   | アニマックス       | 2006年1月15日 - 7月2日         | 日曜 24:00 - 24:30 | CS放送         | リピートあり              |
| 東京都     | TOKYO MX           | 2010年10月11日 - 2011年3月29日 | 月曜 27:00 - 27:30 | 独立UHF局      |                           |
| 第2期      |                    |                                |                    |                |                           |
| 近畿広域圏 | 毎日放送           | 2007年10月4日 - 2008年3月27日  | 木曜 25:25 - 25:55 | TBS系列        | 製作局 2011年に再放送あり |
| 中京広域圏 | 中部日本放送       | 2007年10月4日 - 2008年3月27日  | 木曜 26:25 - 26:55 | TBS系列        |                           |
| 関東広域圏 | 東京放送           | 2007年10月5日 - 2008年3月28日  | 金曜 25:55 - 26:25 | TBS系列        |                           |
| 日本全域   | バンダイチャンネル | 2007年10月10日 - 2008年4月2日  | 水曜 更新          | ネット配信     | 1週間限定無料配信         |
| 日本全域   | アニマックス       | 2007年11月8日 - 2008年4月24日  | 木曜 22:30 - 23:00 | CS放送         | リピートあり              |
| 東京都     | TOKYO MX           | 2011年4月12日 - 2011年9月20日  | 月曜 27:00 - 27:30 | 独立UHF局      | 事実上の再放送            |
| 第3期      |                    |                                |                    |                |                           |
| 東京都     | TOKYO MX           | 2011年10月7日 - 2012年3月23日  | 金曜 25:30 - 26:00 | 独立局         |                           |
| 千葉県     | チバテレビ         | 2011年10月8日 - 2012年3月24日  | 土曜 25:00 - 25:30 | 独立局         |                           |
| 神奈川県   | tvk                | 2011年10月8日 - 2012年3月24日  | 土曜 25:30 - 26:00 | 独立局         |                           |
| 近畿広域圏 | 毎日放送           | 2011年10月8日 - 2012年3月24日  | 土曜 25:58 - 26:28 | TBS系列        | 『アニメシャワー』第1部   |
| 中京広域圏 | 中部日本放送       | 2011年10月12日 - 2012年3月28日 | 水曜 26:30 - 27:00 | TBS系列        |                           |
| 日本全域   | AT-X               | 2011年10月13日 - 2012年3月29日 | 木曜 11:00 - 11:30 | CS放送         | リピート放送あり          |
| 日本全域   | ニコニコチャンネル | 2011年10月13日 - 2012年3月29日 | 木曜 24:30 更新    | ネット配信     | 1週間限定無料配信         |
| 日本全域   | BS11               | 2011年10月14日 - 2012年3月30日 | 金曜 24:30 - 25:00 | BS放送         | 『ANIME+』枠              |

## 劇場版
劇場公開前に公開直前スペシャルと一般公開終了後に劇場未使用シーンが追加された、ディレクターズカット版DVDが発売された。また、第2期テレビアニメの先行プロモーション映像を収録した特典ディスクが付属した。
2007年4月21日より、『キノの旅』や『いぬかみっ!』との3本立て同時上映イベント『電撃文庫ムービーフェスティバル』の1作として公開。一般上映は同年8月31日に終了したが、同年10月13日には『角川アニメフェスティバル』の1作としてTOHOシネマズ六本木ヒルズにて特別上映された。さらに、同年11月24日・11月25日には『電撃15年祭』の一環『電撃文庫ムービーフェスティバル』としてシネプレックス幕張にて特別上映された。
公開会場では公開3作の記念文庫・電撃劇場文庫が販売され、本作からは『灼眼のシャナM』が限定販売された。

### 劇場版キャラクター
以下は劇場版に登場するキャラおよび担当声優。
- 大峰悟 - 保村真
- “燐子” - 新井里美
- 吉田一美の母 - 松下こみな
- 男子生徒 - 大須賀純
- TVナレーション - 斧アツシ

### スタッフ
- 原作 - 高橋弥七郎（電撃文庫/メディアワークス）[17]
- イラスト - いとうのいぢ[17]
- 監督・絵コンテ - 渡部高志[17]
- 演出 - 渡部高志[17]、池端隆史[17]、上田繁[17]
- シナリオ - 小林靖子[17]
- キャラクターデザイン・総作画監督 - 大塚舞[17]
- 作画監督 - 井本由紀[17]、川上哲也[17]、大塚舞[17]
- 色彩設定 - 伊藤由紀子[17]
- 美術監督 - 奥井伸[17]
- 撮影監督 - 福世晋吾[17]
- 編集 - 西山茂[17]
- 音響監督 - 明田川仁[17]
- 音楽 - 大谷幸[17]
- 音楽制作 - ジェネオンエンタテインメント
- 企画 - 久木敏行、熊澤芳紀、春名慶、阿部倫久
- 製作 - 川村明廣、臼井久人、鈴木一智
- プロデューサー - 川瀬浩平[17]、伊平崇耶[17]、三木一馬[17]、中山信宏[17]
- アニメーションプロデューサー - 松倉友二
- アニメーション制作 - J.C.STAFF[17]
- 配給 - 角川ヘラルド映画
- 製作 - 劇場版『灼眼のシャナ』製作委員会[17]（ジェネオンエンタテインメント、ショウゲート、メディアワークス、J.C.STAFF）

### 主題歌
主題歌「天壌を翔る者たち」
作詞 - KOTOKO / 作曲・編曲 - 高瀬一矢 / 歌 - I've special unit Love Planet Five（KOTOKO、川田まみ、島みやえい子、MELL、詩月カオリ）
挿入歌「赤い涙」
作詞・歌 - 川田まみ / 作曲・編曲 - 中沢伴行

## 『しゃくがんのシャナたん』シリーズ
一部のキャラクターをちびキャラ化して繰り広げる公式パロディ作品（番外編を元にアニメ版のDVD特典から派生したシリーズ）。
シャナたん、ヘカテーたんについては、灼眼のシャナの登場人物も参照。
主な内容は本編の各シーンをパロディ化したものだが、シリーズを重ねるにつれて、出演声優や他作品（ライトノベル、アニメ、テレビドラマなど）に関するネタ、アドリブ等々が含まれるようになった。
| タイトル                                                   | 収録 |
| ---------------------------------------------------------- | --- |
| 灼眼のシャナたん                                           | アニメ『灼眼のシャナ』DVD 第1巻 予約特典「灼眼のシャナ DVDまがじん1 -メロンパンはカリもふがいちばん!-」                                |
| 灼眼のシャナたん りたーんず                                | アニメ『灼眼のシャナ』DVD 第5巻 予約特典「灼眼のシャナ DVDまがじん2 -カリもふこそがメロンパン!!-」                                     |
| 頂のヘカテーたん                                           | 電撃文庫公式解読本「アニメ『灼眼のシャナ』ノ全テ」 初回限定版付属DVD「『灼眼のシャナ』DVDまがじんα 〜メロンパンよ、カリもふを抱け!〜」 |
| 灼眼のシャナたん -劇場公開直前編- バンジョウのカルメルさん | OVA『灼眼のシャナSP』収録「劇場版『灼眼のシャナ』公開直前スペシャル!」 劇場版上映の際に公開                                            |
| 灼眼のシャナたん@劇場版Ver                                 | DVD『劇場版 灼眼のシャナ -ディレクターズカット-』初回限定版特典「映像特典Disc」                                                        |
| 灼眼のシャナたん びぎんず                                  | アニメ『灼眼のシャナII(Second)』DVD 第1巻 初回限定版特典「灼眼のシャナII スペシャルディスクI」                                         |
| 灼眼のシャナたん&吉田 -近衛史菜の逆襲-                     | アニメ『灼眼のシャナII(Second)』DVD 第5巻 初回限定版特典「灼眼のシャナII スペシャルディスクII」                                        |
| 灼眼のシャナたん リベンジ                                  | 電撃文庫公式解読本「アニメ『灼眼のシャナII』ノ全テ」 初回限定版付属DVD「『灼眼のシャナ』DVDまがじんβ 〜すべてはメロンパンと共に〜」    |
| 灼眼のシャナたんG                                          | OVA『灼眼のシャナS』第I巻（Blu-rayおよびDVD特典）                                                                                      |
| 灼眼のシャナたん2dos                                       | OVA『灼眼のシャナS』第II巻（Blu-rayおよびDVD特典）                                                                                     |
| 灼眼のシャナたん3tri-                                      | OVA『灼眼のシャナS』第III巻（Blu-rayおよびDVD特典）                                                                                    |
| 灼眼のシャナたんFRONTIER                                   | OVA『灼眼のシャナS』第IV巻（Blu-rayおよびDVD特典）                                                                                     |
| 灼眼のシャナたん ふぁいなるですとらくしょん                | 『灼眼のシャナIII-FINAL-』第2巻 初回限定版特典                                                                                         |
| 灼眼のシャナたん ふぁいなるですとらくしょん2               | 『灼眼のシャナIII-FINAL-』第6巻 初回限定版特典                                                                                         |

他に、上記のシリーズと同系統のパロディとして漫画『灼眼のシャナ』の作画担当である笹倉綾人による「漫画版@灼眼のしゃなたん」（漫画版灼眼のシャナ2・4巻収録）『漫画版@頂のへかてーたん』（アニメ灼眼のシャナの全テ収録）などの4コマ漫画もある。

## 『フリアグネ&マリアンヌのなぜなにシャナ!なんでも質問箱!』
フリアグネ&マリアンヌによる用語解説コーナー。小説第0巻「灼眼のシャナ狩人のフリアグネなんでも質問箱」が元となり、DVDの映像特典のほか「DVDまがじん」や「アニメ『灼眼のシャナ』ノ全テ」にも収録、OVA版マリアンヌのJ.C.STAFF探訪ではマリアンヌ人形が出演している。
なお、先述した『とある魔術の禁書目録』のパロディ作品「とある魔術のいんでっくすたん」にて、このコーナーが引用された。解説には本作出演声優も参加。
| 収録巻                           | 項目                                |
| なぜなにシャナ!なんでも質問箱!   | なぜなにシャナ!なんでも質問箱!      |
| -------------------------------- | ----------------------------------- |
| 第1期第1巻                       | （フレイムヘイズ）                  |
| 第1期第2巻                       | （トーチ/宝具）                     |
| 第1期第3巻                       | 封絶と自在法編                      |
| 第1期第4巻                       | 燐子と神器編                        |
| 第1期第5巻                       | 愛と目的編                          |
| 第1期第6巻                       | 調律師編                            |
| 第1期第7巻                       | 仮装舞踏会編                        |
| 第1期第8巻                       | 存在の泉と顕現編                    |
| なぜなにシャナ!なんでも質問箱!SP |                                     |
| DVDまがじん1                     | （天壌の劫火）                      |
| DVDまがじん2                     | すぺしゃる                          |
| DVDまがじんα                     | 重箱の隅編                          |
| なぜなにシャナ!特別編            |                                     |
| OVA SP                           | マリアンヌのJ.C.STAFF探訪           |
| なぜなにシャナ!なんでも質問箱!   |                                     |
| 第2期第1巻                       | 第1回「メア」編                     |
| 第2期第2巻                       | 第2回「戒禁」編                     |
| 第2期第3巻                       | 第3回「アウトロー」編               |
| 第2期第4巻                       | 第4回「銀」編                       |
| 第2期第5巻                       | 第5回「"彩飄"フィレス」「風の転輪」 |
| 第2期第6巻                       | 第6回『ヒラルダ』                   |
| 第2期第7巻                       | 第7回『“壊刃”サブラク』             |
| 第2期第8巻                       | 第8回『敖の立像』                   |

## 関連商品

### DVD / Blu-ray
当初のDVD発売元は東芝エンタテインメントであったが、2007年6月1日に同社がショウゲートと商号変更したのに伴い、第1期テレビアニメおよびOVA特別編は「東芝エンタテインメント」と表記され、劇場版以降の作品については「ショウゲート」と表記が異なる。販売元はいずれもジェネオン・ユニバーサル・エンターテイメントジャパン（旧称：ジェネオンエンタテインメント）である。
2011年7月からBD-BOXが順次発売。「しゃくがんのシャナたん」をはじめとするDVD版の映像特典も多数収録されているが、声優関連映像、オーディオコメンタリーは割愛されている。
| 巻数・タイトル       | 収録話               | 発売日        | 規格品番  | 規格品番  | 規格品番  |
| 巻数・タイトル       | 収録話               | 発売日        | DVD通常版 | DVD初回版 | BD        |
| -------------------- | -------------------- | ------------- | --------- | --------- | --------- |
| 〜Prelude to Shana〜 | 〜Prelude to Shana〜 | 2005年9月16日 | GNBA-7159 | N/A       | N/A       |
| I                    | 第1話 - 第3話        | 2006年1月25日 | GNBA-7160 | N/A       | N/A       |
| II                   | 第4話 - 第6話        | 2006年2月24日 | GNBA-7162 | GNBA-7161 | N/A       |
| III                  | 第7話 - 第9話        | 2006年3月24日 | GNBA-7163 | N/A       | N/A       |
| IV                   | 第10話 - 第12話      | 2006年4月28日 | GNBA-7164 | N/A       | N/A       |
| V                    | 第13話 - 第15話      | 2006年5月25日 | GNBA-7165 | N/A       | N/A       |
| VI                   | 第16話 - 第18話      | 2006年6月23日 | GNBA-7166 | GNBA-7169 | N/A       |
| VII                  | 第19話 - 第21話      | 2006年7月28日 | GNBA-7167 | N/A       | N/A       |
| VIII                 | 第22話 - 第24話      | 2006年8月25日 | GNBA-7168 | N/A       | N/A       |
| Blu-ray BOX          | 第1話 - 第24話       | 2011年6月22日 | N/A       | N/A       | GNXA-7061 |

| 巻数・タイトル            | 収録話                    | 発売日        | 規格品番  | 規格品番  |
| 巻数・タイトル            | 収録話                    | 発売日        | DVD通常版 | DVD初回版 |
| ------------------------- | ------------------------- | ------------- | --------- | --------- |
| SP「恋と温泉の校外学習!」 | SP「恋と温泉の校外学習!」 | 2006年12月8日 | GNBA-7351 | GNBA-7350 |

| 巻数・タイトル       | 収録話              | 発売日        | 規格品番  | 規格品番  | 規格品番  |
| 巻数・タイトル       | 収録話              | 発売日        | DVD通常版 | DVD初回版 | BD        |
| -------------------- | ------------------- | ------------- | --------- | --------- | --------- |
| 公開直前スペシャル!  | 公開直前スペシャル! | 2007年4月4日  | GNBA-7179 | N/A       | N/A       |
| ディレクターズカット | 劇場版              | 2007年9月21日 | GNBA-7353 | GNBA-7352 | GNXA-7063 |

| 巻数・タイトル | 収録話          | 発売日        | 規格品番  | 規格品番  | 規格品番  |
| 巻数・タイトル | 収録話          | 発売日        | DVD通常版 | DVD初回版 | BD        |
| -------------- | --------------- | ------------- | --------- | --------- | --------- |
| I              | 第1話 - 第3話   | 2008年1月25日 | GNBA-7551 | GNBA-7550 | N/A       |
| II             | 第4話 - 第6話   | 2008年2月22日 | GNBA-7552 | N/A       | N/A       |
| III            | 第7話 - 第9話   | 2008年3月21日 | GNBA-7553 | N/A       | N/A       |
| IV             | 第10話 - 第12話 | 2008年4月25日 | GNBA-7554 | N/A       | N/A       |
| V              | 第13話 - 第15話 | 2008年5月23日 | GNBA-7555 | GNBA-7560 | N/A       |
| VI             | 第16話 - 第18話 | 2008年6月25日 | GNBA-7556 | N/A       | N/A       |
| VII            | 第19話 - 第21話 | 2008年7月25日 | GNBA-7557 | N/A       | N/A       |
| VIII           | 第22話 - 第24話 | 2008年8月29日 | GNBA-7558 | GNBA-7559 | N/A       |
| Blu-ray BOX    | 第1話 - 第24話  | 2011年9月22日 | N/A       | N/A       | GNXA-7062 |

| 巻数・タイトル              | 収録話                      | 発売日         | 規格品番  | 規格品番  |
| 巻数・タイトル              | 収録話                      | 発売日         | DVD       | BD        |
| --------------------------- | --------------------------- | -------------- | --------- | --------- |
| I 〜リシャッフル〜          | I 〜リシャッフル〜          | 2009年10月23日 | GNBA-1511 | GNXA-1151 |
| II 〜ドミサイル〜           | II 〜ドミサイル〜           | 2010年2月26日  | GNBA-1512 | GNXA-1152 |
| III 〜オーバーチュア 前編〜 | III 〜オーバーチュア 前編〜 | 2010年6月25日  | GNBA-1513 | GNXA-1153 |
| IV 〜オーバーチュア 後編〜  | IV 〜オーバーチュア 後編〜  | 2010年9月29日  | GNBA-1514 | GNXA-1154 |
| Blu-ray BOX                 | I - IV                      | 2014年8月27日  | N/A       | GNXA-1155 |

| 巻数・タイトル | 収録話          | 発売日         | 規格品番  | 規格品番  | 規格品番  | 規格品番  |
| 巻数・タイトル | 収録話          | 発売日         | DVD通常版 | DVD初回版 | BD通常版  | BD初回版  |
| -------------- | --------------- | -------------- | --------- | --------- | --------- | --------- |
| I              | 第1話 - 第3話   | 2011年12月22日 | GNBA-1971 | GNBA-1961 | GNXA-1441 | GNXA-1431 |
| II             | 第4話 - 第6話   | 2012年1月27日  | GNBA-1972 | GNBA-1962 | GNXA-1442 | GNXA-1432 |
| III            | 第7話 - 第9話   | 2012年2月29日  | GNBA-1973 | GNBA-1963 | GNXA-1443 | GNXA-1433 |
| IV             | 第10話 - 第12話 | 2012年3月28日  | GNBA-1974 | GNBA-1964 | GNXA-1444 | GNXA-1434 |
| V              | 第13話 - 第15話 | 2012年4月27日  | GNBA-1975 | GNBA-1965 | GNXA-1445 | GNXA-1435 |
| VI             | 第16話 - 第18話 | 2012年5月30日  | GNBA-1976 | GNBA-1966 | GNXA-1446 | GNXA-1436 |
| VII            | 第19話 - 第21話 | 2012年6月27日  | GNBA-1977 | GNBA-1967 | GNXA-1447 | GNXA-1437 |
| VIII           | 第22話 - 第24話 | 2012年7月27日  | GNBA-1978 | GNBA-1968 | GNXA-1448 | GNXA-1438 |
| Blu-ray BOX    | 第1話 - 第24話  | 2014年8月27日  | N/A       | N/A       | GNXA-1439 | N/A       |

### CD
ドラマCDは灼眼のシャナ#ドラマCDを参照のこと。

#### 主題歌CD
『緋色の空』（川田まみ）
2005年11月5日発売。「緋色の空」を収録。
『夜明け生まれ来る少女』（高橋洋子）
2005年10月26日発売。「夜明け生まれ来る少女」を収録。
『being』（KOTOKO）
2006年3月23日発売。「being」を収録。
『紅の静寂』（石田耀子）
2006年2月8日発売。「紅の静寂」を収録。
『天壌を翔る者たち』（Love Planet Five）
2007年4月4日発売。「天壌を翔る者たち」を収録。
『赤い涙／Beehive』（川田まみ）
2007年5月9日発売。「赤い涙」を収録。
『JOINT』（川田まみ）
2007年10月31日発売。「JOINT」「triangle」を収録。
『BLAZE』（KOTOKO）
2008年3月12日発売。「BLAZE」「Sociometry」を収録。
『SAVIA』（川田まみ）
2008年3月26日発売。「sense」「portamento」を収録。
『Prophecy』（川田まみ）
2009年11月18日発売。「Prophecy」を収録。
『LINKAGE』（川田まみ）
2010年3月24日発売。「All in good time」を収録。
『Light My Fire』（KOTOKO）
2011年11月16日発売。「Light My Fire」を収録。
『I'll believe』（ALTIMA）
2011年12月7日発売。「I'll believe」を収録。
『Serment』（川田まみ）
2012年2月1日発売。「Serment」「u/n」を収録。
『ONE』（ALTIMA）
2012年2月29日発売。「ONE」を収録。

#### サウンドトラック
『灼眼のシャナ オリジナルサウンドトラック』
2006年1月25日発売。
『劇場版 灼眼のシャナ オリジナルサウンドトラック』
2007年9月21日発売。
『灼眼のシャナII オリジナルサウンドトラック』
2008年1月25日発売。
『灼眼のシャナ -BEST-』
2018年1月24日発売。

## コンサート
『『灼眼のシャナ』フィルムコンサート』が、2023年9月16日にところざわサクラタウン ジャパンパビリオンホールAで、昼夜に全2公演行われた。TVアニメシリーズから物語の名場面たちと、それを彩る美しい劇伴たちのハーモニーを特別編成のアンサンブルが生演奏で奏でるコンサートで、電撃文庫30周年記念企画のうちのひとつだった。
出演
- 演奏：Heartbeat Ensemble
- スペシャルゲスト：KOTOKO
- 声の出演：釘宮理恵（シャナ役）